# موکش (خواننده)
موکش چاند ماتور (به انگلیسی: Mukesh Chand Mathur)؛ (به هندی: मुकेश चंद माथुर)؛ (۲۲ ژوئیه ۱۹۲۳ – ۲۷ اوت ۱۹۷۶) که بیشتر با نام موکش از او یاد می‌شود یک خواننده فیلم‌های هندی اهل هند بود. او همراه با محمد رفیع، مانا دی و کیشور کومار یکی از محبوب‌ترین خوانندگان افسانه‌ای عصر خود بشمار می‌رود. همچنین محبوبیت او به سبب جایگزینی صدای او با هنرپیشه پرآوازه راج کاپور در فیلم‌ها بود.
وی بین سال‌های ۱۹۴۰ تا ۱۹۷۶ میلادی فعالیت می‌کرد.
در ۲۲ ژوئیه ۲۰۱۶ موتور جستجوی گوگل به مناسبت ۹۳مین سالروز تولد موکش و به افتخار او گوگل دودل صفحه اصلی خود را در هند تغییر داد.